# دوروثي غرين
دوروثي غرين (بالإنجليزية: Dorothy Green)‏ هي عالمة بيئة أمريكية، ولدت في 16 مارس 1929 في ديترويت في الولايات المتحدة، وتوفيت في 13 أكتوبر 2008 في لوس أنجلوس في الولايات المتحدة.